# Didi – Der Untermieter
Didi – Der Untermieter (ursprünglich Die Nervensäge) ist eine deutsche Fernsehserie in 26 Episoden. Sie lief erstmals vom 12. September 1985 bis 23. Dezember 1986 im ZDF.

## Hintergrund
Das ZDF strahlte die Serie zunächst unter dem Namen Die Nervensäge aus. Der Titel musste jedoch später wegen eines Rechtsstreits geändert werden. Die Sendung basiert auf der BBC-Serie Goodbye, Mr. Kent aus dem Jahr 1982, die an das Broadwaystück The Odd Couple von Neil Simon angelehnt ist.

## Inhalt

### Einleitung
In der Serie schlüpft Dieter Hallervorden in die Rolle des Willi Böck, der seiner Vermieterin Katharina Keller (gespielt von Hallervordens früherer Ehefrau Rotraud Schindler) und deren Tochter Trixi (gespielt von der gemeinsamen Tochter Nathalie) auf die Nerven geht und in jeder Episode bangen muss, von Katharina vor die Tür gesetzt zu werden.
In einigen Episoden ist Oliver Rohrbeck zu sehen, der als Freund von Trixi in Erscheinung tritt.

### Ablauf
Willi Böck leidet unter notorischer Geldknappheit und ist als freier Journalist alles andere als erfolgreich. Permanent plagen ihn deshalb Sorgen, die er gerne mit Whisky wegzuspülen versucht. Böck treibt sich auch gern in dubiosen Kreisen herum und schuldet immer mal wieder irgendeinem Kleinkriminellen Geld, was nicht selten dazu führt, dass diese bei Katharina vor der Tür stehen oder Eintreiber schicken.
Besonders Gertner, ein Klein-Mafioso, macht Böck das Leben schwer. Hinzu kommt, dass Willi Böck leidenschaftlich gern wettet, bevorzugt auf Rennpferde, was mitunter Unsummen an Geld verschlingt. Die Miete kann er jedenfalls selten zahlen und es bedarf der Gutmütigkeit seiner Vermieterin oder der Hilfe von Trixi, mit der er sich angefreundet hat, um nicht rauszufliegen. Ebenso erfolglos sind Böcks Versuche, Katharina Keller zu heiraten oder anderweitig mit ihr anzubändeln. Diese Versuche scheitern meist kläglich. Grundsätzlich sorgt Willi für Chaos im Hause Keller; mal eröffnet er ein französisches Restaurant, was gleich wieder geschlossen wird, sprengt das halbe Haus mittels eigener Schnapsbrennerei fast in die Luft oder vermietet es eigenmächtig an „Freunde“, denen er Geld schuldet.
Am Ende der Serie taucht ein Ex-Sträfling und Kumpel von Willi Böck auf und behauptet, im Haus sei ein Schatz vergraben, woraufhin Willi das gesamte Grundstück vollends auf den Kopf stellt. Wie sich herausstellt, war das Ganze jedoch nur ein Racheakt, ein Schatz ist nicht zu finden. Katharina und Trixi ziehen daraufhin entnervt aus. Unter falschem Namen kommt Willi an einen Kredit und kauft das Haus.
Ironie der Geschichte ist dann, dass Katharina und Trixi Keller nun im Gegenzug bei Willi Böck als Untermieter einziehen.

## Episodenliste

### Staffel 1 (1985)
| Nr. (ges.) | Nr. (St.) | Titel                   | Erstausstrahlung   |
| 1          | 1         | Adieu, Herr Böck        | 12. September 1985 |
| 2          | 2         | Die Landpartie          | 19. September 1985 |
| 3          | 3         | Der Nebenbuhler         | 26. September 1985 |
| 4          | 4         | Wiedersehen mit Eveline | 3. Oktober 1985    |
| 5          | 5         | Der Untermieter         | 10. Oktober 1985   |
| 6          | 6         | Willis Mutter           | 17. Oktober 1985   |
| 7          | 7         | Der Sensationsreporter  | 24. Oktober 1985   |
| 8          | 8         | Eifersucht              | 7. November 1985   |
| 9          | 9         | Die Ausreißer           | 14. November 1985  |
| 10         | 10        | Ein geschenkter Gaul    | 21. November 1985  |
| 11         | 11        | Der Herzensbrecher      | 28. November 1985  |
| 12         | 12        | Der Tanzwettbewerb      | 5. Dezember 1985   |
| 13         | 13        | Willi und die Gangster  | 12. Dezember 1985  |

### Staffel 2 (1986)
| Nr. (ges.) | Nr. (St.) | Titel                  | Erstausstrahlung   |
| 14         | 1         | Ein heilsamer Schreck  | 30. September 1986 |
| 15         | 2         | Die Renovierung        | 17. Oktober 1986   |
| 16         | 3         | Familienglück          | 14. Oktober 1986   |
| 17         | 4         | Hypnotisiert           | 21. Oktober 1986   |
| 18         | 5         | Verlobung wider Willen | 28. Oktober 1986   |
| 19         | 6         | Das Verkaufsgenie      | 4. November 1986   |
| 20         | 7         | Freitag, der 13.       | 11. November 1986  |
| 21         | 8         | Ein Traumurlaub        | 18. November 1986  |
| 22         | 9         | Die Spezialisten       | 25. September 1986 |
| 23         | 10        | Willi à la carte       | 2. Dezember 1986   |
| 24         | 11        | Der Vetter             | 9. Dezember 1986   |
| 25         | 12        | Platz und Sieg         | 16. Dezember 1986  |
| 26         | 13        | Die Schatzsuche        | 23. Dezember 1986  |

## Episodenrollen
- Pit Krüger in Adieu, Herr Böck
- Guido Weber in Adieu, Herr Böck
- Horst Poenichen in Adieu, Herr Böck
- Karl Schulz in Adieu, Herr Böck, Der Untermieter. Platz und Sieg
- Manfred Grunert in Die Landpartie
- Waltraud Habicht in Die Landpartie
- Gerd Vespermann in Der Nebenbuhler
- Evelyn Maron in Der Untermieter
- Gudrun Genest in Willis Mutter
- Helga Sloop in Willis Mutter
- Frank Zander in Der Sensationsreporter
- Tobias Meister in Der Sensationsreporter
- Bettina Martell in Eifersucht
- Wichart von Roëll in Eifersucht
- Ingrid van Bergen in Die Ausreißer
- Peter Schiff in Ein geschenkter Gaul
- Wolfgang Bathke in Ein geschenkter Gaul
- Corny Collins in Ein geschenkter Gaul
- Günter Glaser in Ein geschenkter Gaul
- Franziska Oehme in Der Herzensbrecher
- Friedrich G. Beckhaus in Der Tanzwettbewerb
- Edeltraud Elsner in Ein heilsamer Schreck
- Gerhard Friedrich in Ein heilsamer Schreck
- Peter Schlesinger in Die Renovierung
- Gisela Trowe in Familienglück
- Constanze Harpen in Verlobung wider Willen
- Eric Vaessen in Verlobung wider Willen
- Klaus Rumpf in Das Verkaufsgenie
- Natascha Rybakowski in Das Verkaufsgenie
- Sabine Thiesler in Das Verkaufsgenie
- Siegfried Grönig in Freitag, der 13.
- Ursela Monn in Freitag, der 13.
- Margot Rothweiler in Freitag, der 13.
- Jürgen Kluckert in Ein Traumurlaub
- Ursula Gerstel in Ein Traumurlaub
- Andreas Hanft in Willi à la carte
- Ursula Heyer in Willi à la carte
- Wilfried Herbst in Die Schatzsuche

## Auszeichnungen
- 2005 – DVD Champion in der Kategorie TV-Programm